# 世界网游日
世界网游日原为17173的周年庆典活动。自2007年开始，17173开始突显该活动的公益性质，并逐渐发展成一个由中国新闻出版总署、中国游戏工作委员会、中国关心下一代工作委员会和17173共同举办的全国性质的大型公益助学行动。

## 活动内容

### 公益助学
由17173跟活动的赞助商（2007年为盛大；2008年为巨人网络、搜狐、摩力游、雷穹网络和天希；2009年为盛大、搜狐（畅游）、聚购科技）共同向中国的一些贫困地区中小学捐助网络教室。

### 爱心义卖
利用17173的网络平台，将各游戏公司捐助的实物或虚拟物品进行义卖，所得款项用于网络教室的支出。

### 线上活动
一般在3月21日活动当天，中国大部分的网络游戏都会以各种形式庆祝世界网游日。